# Pauly-Wissowa
Pauly-Wissowa (скраћено P.-W.), такође и Pauly-Wissowa-Kroll или углавном само RE су уобичајене скраћенице за обимну и свеобухватну немачку енциклопедију антике која је излазила од 1893. до 1978 — Paulys Realencyclopädie der classischen Altertumswissenschaft (Паулијева Реална енциклопедија науке о класичној старини). Била је замишљена као потпуна прерада Real-Encyclopädie der classischen Alterthumswissenschaft (Реална енциклопедија класичне науке о старини) Аугуста Фридриха Паулија. Поред тога, од 1964. до 1975. је излазила скраћено, модернизовано и свима доступно издање — Der Kleine Pauly (Мали Паули). Од 1996. изашло је 12 томова Der Neue Pauly (Нови Паули), који су проширени са три тома историје рецепције и историје науке, као и једном серијом додатака.

## „Првобитни Паули“
Гимназијски професор Аугуст Фридрих Паули покренуо је 1837. Real-Encyclopädie der classischen Alterthumswissenschaft in alphabetischer Ordnung (Реална енциклопедија класничне науке о старини уређена по алфабетском редоследу). На овај начин је хтео да припреми помоћно средство за учитеље и студенте. Придружило му се 17 аутора. После Паулијеве смрти 1845. наставили са радом Ернст Христијан Валц и Вилхелм Зигмунд Тојфел, који су енциклопедију подигли на научни ниво, употпунили су је и са маргиналним оријенталним културама и знањима из византологије. Радове су завршили 1852. и укупно је изашло 6 томова енциклопедије у 7 делова. У годинама 1864- 1866. је почео Тојфел са преписивањем прве свеске с обзиром на нова истраживања и проналазке. Друго издање првог тома је изашло у два дела. Са даљим прерађивањима се није рачунало и тако је друго издање оригинала Паулија остало незавршено.

## „Велики Паули“ ()
На основу оригиналног Паулија почео је 1890. Георг Висова са издавањем  (даље RE). Пројекат је на основу плана требало да траје 10 година али је на крају трајао 78. година. После Висова у раду су наставили Вилхелм Крол (1906- 1939), Карл Мителхаус (1939—1946), Конрат Циглер (1946—1974) и Ханс Гартнер (1974—1980). Лексикон је излазио најпре у издању Ј. Б. Мецлер а касније у издању Друкенмилер. Данас има сва ауторска права опет Ј. Б. Мецлер.
RE има 66 тома, 15 свезки допуна и два регистра, који су изашли 1980. У години 1997. изашао је укупни регистар у два дела по алфабетском реду и систематизован. Оба су изашла 2000. и на CD-ROM-у.
Сваки чланак у RE писали су признати стручњаци за одговарајућу област. Неке чланке с обзиром на дужину могу се сматрати као мање монографије. Неки чланци су били издати самостално. Многи од чланака су у данашње време застарели што у односу на три генерације трајања није изненађујуће. Многе биографске чланке је написао Фридрих Минцер, доба позне антике је покрио Ото Зек, Вилхелм Анслин и Адолф Липолд.
Иако RE репрезентује ставове проучавања која већ умногоме неодговарају данашњим ово је непревазиђена укупност свих знања о антици која су била доступна у доба када је ова енциклопедија излазила.

## „Мали Паули“ ()
Из разлога да је RE са својих више од 80 томова за обичног корисника релативно непрактична већ пре својег завршетка била је делимично застарела, изашао је 1964- 1975. лексикон у пет томова 
Аутори нових чланака су били признати стручњаци као Мартин Фирман, Адолф Липолд, Михаел вон Албрехт, Ханц Белен, Дитц Ото Едцард, Вернер Ајсенхут, Ханс Георг Гундел, Ото Хилтбрунер, Ернст Мајер, Фриц Шахенмајр, Ернст Гинтер Шмит, Валтер Зонтхајмер и многи други.
Чланци су били опремљени и библиографијама са новијом литературом. Иако је дугог века Мали Паули важи као релативно сполегљива референца. Сваки свезак садржи допуне и исправке у односу на претходна издања. За разлику од RE Мали Паули са интензивније бави маргиналним областима класичних наука, као, на пример, хришћанству, оријенталистици и византологији. Садржаји су такође практичније за кориснике сврстана.
Мали Паули је релативно раширен и у научној области је у употреби његов систем скраћеница. Немачко издаваштво Дојче ташенбух Ферлаг је издало ценовно јако повољно репринт издање.

## „Нови Паули“ ()
После тога како је издаваштво Ј. Б. Мецлер добило ауторска права 1996. да напише РЕ почело је да издаје нову енциклопедију антике под називом Der Neue Pauly. Enzyklopädie der Antike. Садржи око 24.000 чланака и на њихов састав је узело учешће око 700 аутора и 23 стручних редактора.
Осим антике Нови Паули у својим садржајима бави се и темама из основне грчко-римске цивилизације у старооријенталним културама као и египатској култури као и културама околних народа и византологијом. У сагласности са савременим трендовима Нови Паули више прати трансформације старовековног света у касној антици и проширује своје посматрање све до године 600. па и даље.
Спецификум за пројекат Новог Паулија је издање посебних свезака које се односе на историју изучавање антике. Најпре је било у виду издавање 12 томова Лексикона антике, 3 тома ка Рецепцији антике и један регистар. Уместо 16 томова на крају је изашло 19. Године 2002. је изашао свезак допуна а даљи (6 засада) су у припреми. Од 2002. у издаваштву Брил излази и енглеска верзија Новог Паулија.
Рецензије су наводили недостатак квалитета у првим свезкама и прве две свезке се не могу препоручити. Већина грашака је од четвртог свезка исправљена. Позитивно су вредноване карте, слике и велики тематски чланци о нпр. архитектури, религији, сексуалности и слични чланци. Актуални су подаци о историјским личностима. Стручна терминологија је објашњена и приступна је и за лаика (ова објашњења могу да задржавају стручњаке).
Нови Паули није тако исцрпан као RE, ни тако прегледан као Мали Паули. У стручним круговима је вреднован на различите начине али се у пракси из разлога своје актуалност често употребљава. У савремености не постоји лексикон који има сличан садржај а да је изашао у сразмерно упоређујућем кратком времену.